# Cyathea microphylla
Cyathea microphylla là một loài dương xỉ trong họ Cyatheaceae. Loài này được Mett. mô tả khoa học đầu tiên năm 1856.